# 森ガキ侑大
森ガキ 侑大（もりガキ ゆきひろ、1983年6月30日 - ）は、日本の映画監督、ドラマの演出家、脚本家。 広島県広島市出身。

## 来歴
広島工業大学高等学校、広島工業大学卒業。大学在学中にドキュメンタリー映像制作を始め、2006年福岡のCMプロダクションに入社。2017年に独立し、クリエイター集団クジラを創設。映画、CMとも国内外で評価を受ける映画監督の一人である。映画「おじいちゃん、死んじゃったって。」でヨコハマ映画祭 森田芳光新人監督賞を受賞。海外の映画祭も多数受賞する。
WOWOWにて放送された角田光代 原作の「坂の途中の家」ではHBOなどで全世界27ヵ国にて配信をしている。

## 短編映画
- ゼンマイ式夫婦(2014年) - 原案・脚本・監督

## 映画
- おじいちゃん、死んじゃったって。(2017年) - 監督
- さんかく窓の外側は夜(2021年) - 監督・編集
- 人と仕事 ドキュメンタリー(2021年) - 監督・撮影
- 愛に乱暴（2024年）[6]- 監督・脚本

## テレビドラマ
- シリーズ・江戸川乱歩短編集 算盤が恋を語る話(2018年、NHK BSプレミアム)
- 坂の途中の家(2019年、WOWOW)
- 時効警察はじめました 4話(2019年、テレビ朝日)
- 叫ばないと生きていけない(2022年、RCC) - 原案・脚本・監督
- オリジナルドラマ 神木隆之介の撮休 3話、6話(2022年、WOWOW)
- 海の見える理髪店(2022年、NHK BSプレミアム)

## ミュージック・ビデオ
- 羊毛とおはな 「ただいまおかえり」(2010年)
- 羊毛とおはな 「ふたり日記」(2011年)
- かりゆし58「全開の唄」(2010年)
- かりゆし58「会いたくて」(2010年)
- 新しい学校のリーダーズ「学校行けやあ゛」(2017年)
- Yogee New Waves「SAYONARAMATA」(2018年)

## 受賞歴
映画やドラマ、CMにてギャラクシー賞、ATP賞、CANNES、ADFEST,SPIKES ASIAなどを国内、 海外にて数多く受賞。
- ゼンマイ式夫婦(2014年) - 小津安二郎記念蓼科高原映画祭・短編映画コンクール[7]
- おじいちゃん、死んじゃったって。(2017年) - 第39回ヨコハマ映画祭 森田芳光メモリアル新人監督賞[8] / 第21回タリン・ブラックアウト映画祭 NETPAC(最優秀アジア映画賞)[9] / マカオ国際映画祭 BEST OF PANORAMA / 第30回東京国際映画祭　日本映画スプラッシュ部門出品 / 第22回プチョン国際ファンタスティック映画祭出品 / 第32回フリブール国際映画祭インターナショナル部門出品 / 第24回ヴズール国際アジア映画祭(国際審査員グランプリ)[10]
- 坂の途中の家(2019年)[11] - 日本民間放送連盟賞 番組部門 TVドラマ 優秀賞
- 満島ひかり×江戸川乱歩 算盤が恋を語る話(2018年) - 第56回ギャラクシー賞 日本放送協会 奨励賞受賞
- 愛に乱暴(2024年) - 第58回カルロヴィ・ヴァリ国際映画祭クリスタルグローブコンペティション出品[12] / 香港国際映画祭（夏季）正式出品 / シンガポール日本映画祭2024年正式出品 / オーストリアJAPANNUAL正式出品 / 第38回高崎映画祭　最優秀主演俳優賞受賞